# Front Północny (I radziecki)

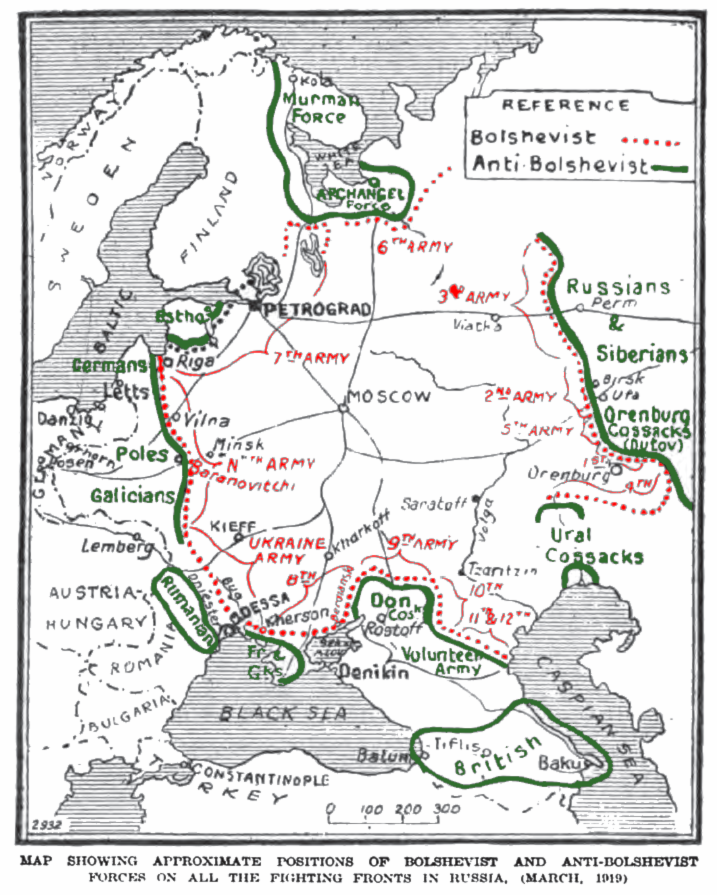
Usytuowanie frontów w czasie wojny domowej, marzec 1919 roku.

Front Północny (ros. Северный фронт) – jedno z wielkich operacyjno-strategicznych ugrupowań wojsk Armii Czerwonej z okresu wojny domowej w Rosji. 
Front Północny został utworzony w celu walki z wojskami interwentów i białogwardzistów na podstawie decyzji Rewolucyjnej Rady Wojennej Republiki z dnia 11 września 1918 roku. Funkcjonował do 19 lutego 1919 roku.

## Dowództwo frontu
Dowódcy: 
- Dmitrij Parski (15.09.1918-26.11.1918)
- Dmitrij Nadieżny (26.11.1918-19.02.1919)

Szefowie sztabu:
- Fiodor Kostiajew (20.09.1918-21.10.1918)
- Nikołaj Domorzirow (21.10.1918-19.02.1919)

## Struktura organizacyjna
Skład frontu:
- 6 Armia
- 7 Armia